# 三原山

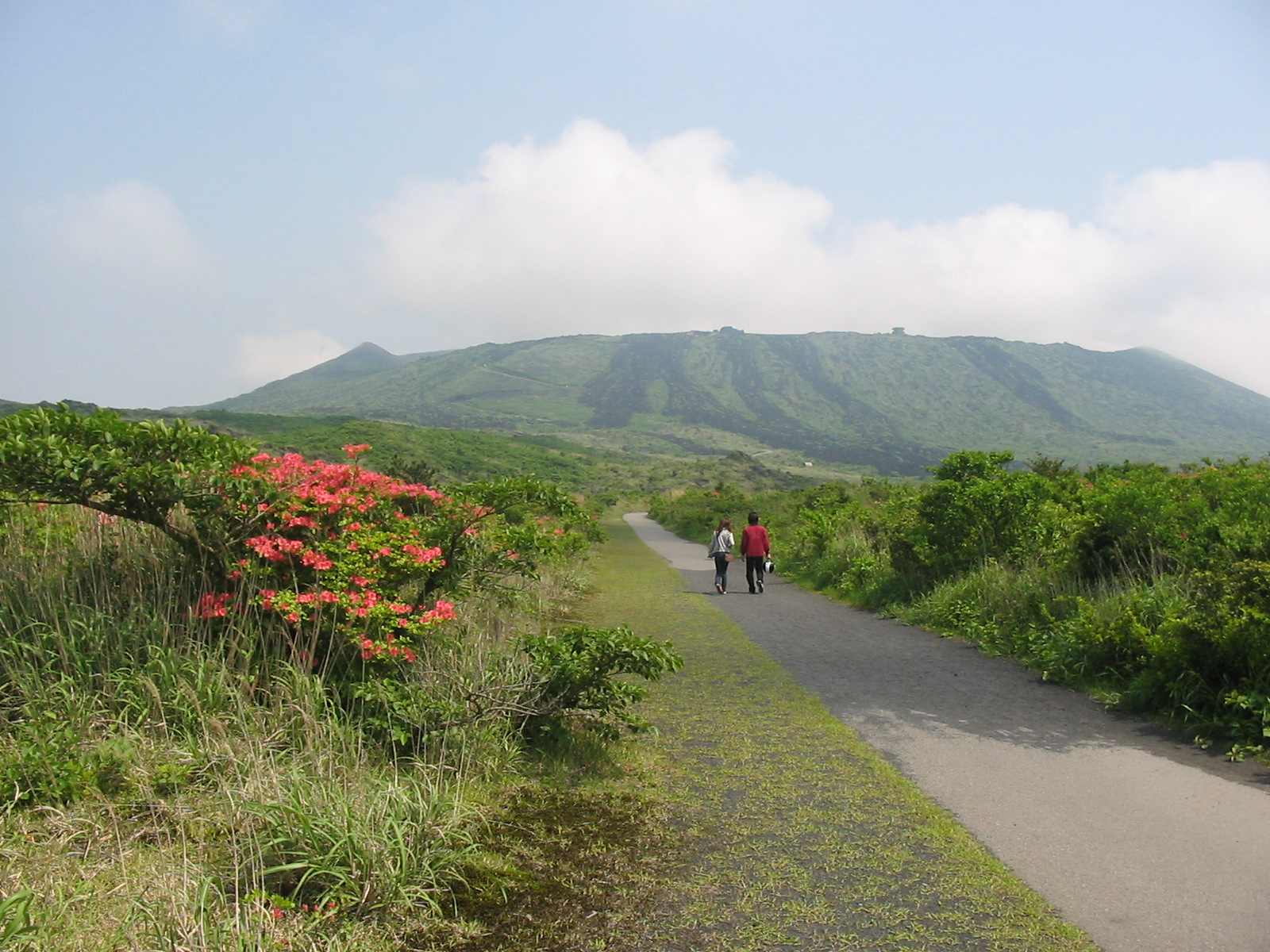
三原山

34°43′28″N 139°23′40″E / 34.72444°N 139.39444°E
三原山（日语：／ Mihara-yama）是一座位於日本東京都大島町伊豆大島的活火山。三原山是伊豆大島的最高峰，標高758米，為複式楯状火山。與夏威夷的基拉韋厄火山和意大利的斯特龍博利火山并列為世界三大流動性火山。三原山現在也是一個觀光景點。
三原山十分活跃，其最近的有名的兩次大規模噴發是在1950年 一直到次年的噴發和1986年11月21日的噴發。前者導致了三原新山的生成；後者導致島上約1萬多人離開避難。火山口周邊禁止進入，但在1996年11月10日被解除。